# Afchar (langue)
Cet article concerne la langue afchar. Pour le peuple afchar, voir Afchars.
L'afchar (ou afshar) est une langue turque parlée en Iran et en Afghanistan par les Afchars.

## Classification interne
L'afchar appartient à la branche méridionale des langues turques. Il est souvent décrit comme une forme dialectale de l'azéri.

## Phonologie

### Voyelles
L'afshar d'Afghanistan subit une forte influence du persan dans son vocalisme. Les voyelles propres aux langues turques ont disparu. Ainsi, ä [æ] est devenu ɑ [ɑ], , ï [ɨ] est ɯ [ɯ].